# Vittorio Miele
Vittorio Miele (né le 24 novembre 1926 à Cassino et mort le 18 novembre 1999 à Cassino, dans la province de Frosinone) est un peintre italien du XXe siècle.

## Biographie
Vittorio Miele est né à Cassino en 1926 et il a vécu la tragédie de la Seconde Guerre mondiale, pendant la bataille de Monte Cassino, où son père et sa sœur cadette sont morts. Sa mère mourra plus tard par ses blessures.
Dans les années 1970, il participe à des expositions à Saint-Marin (une exposition dans le hall du Théâtre Titan en 1971), au Japon (1972, Galerie "2000" à Tokyo, pour une exposition collective et qui comprend des œuvres de De Chirico, Gentili, Campigli, Greco, Cantatore), en Yougoslavie (1973, Art Pavillon de Sarajevo), au Canada (1974, présenté à la Place Bonaventure à Montréal, à le Titanus Inc. de Willowdale, à l'Hôtel Hilton et à la Galerie des Beaux-Arts de Toronto), aux États-Unis d'Amérique (1976, une exposition d'huiles et gouaches à la Mondello Interiors Gallery de Birmingham). Il expose également à la Galerie Forsythe, à Ann Arbor, à la Charter Arts de Farmington, la Galerie Coach House de Detroit et dans autres musées prestigieux.
Après de nombreuses autres expositions en Italie, il a été invité, à la fin des années 1970, dans la colonie d'art d'État de Pocitelj en Yougoslavie.
En 1991, il expose au Parlement européen.
Ami de Umberto Mastroianni, Alfredo Bonazzi, Kolja Mićević et Pietro Annigoni, Vittorio Miele a été défini par Duccio Trombadori, « le poète du silence ».